# National Rugby League 1974
La New South Wales Rugby Football League de 1974 fue la 67.ª edición del torneo de rugby league más importante de Australia.

## Formato
Los clubes se enfrentaron en una fase regular de todos contra todos, los cinco equipos mejor ubicados al terminar esta fase clasificaron a la postemporada.
Se otorgaron 2 puntos por el triunfo, 1 por el empate y ninguno por la derrota.

## Desarrollo

### Tabla de posiciones
| Pos. | Equipo                        | Encuentros | Encuentros | Encuentros | Encuentros | Tantos | Tantos | Tantos | Puntos |
| Pos. | Equipo                        | PJ         | PG         | PE         | PP         | F      | C      | Dif    | Puntos |
| ---- | ----------------------------- | ---------- | ---------- | ---------- | ---------- | ------ | ------ | ------ | ------ |
| 1    | Eastern Suburbs               | 22         | 19         | 0          | 3          | 513    | 198    | +315   | 38     |
| 2    | Manly-Warringah Sea Eagles    | 22         | 15         | 0          | 7          | 526    | 316    | +210   | 30     |
| 3    | Canterbury-Bankstown Bulldogs | 22         | 13         | 0          | 9          | 364    | 308    | +56    | 26     |
| 4    | Western Suburbs Magpies       | 22         | 12         | 1          | 9          | 402    | 305    | +97    | 25     |
| 5    | South Sydney Rabbitohs        | 22         | 12         | 1          | 9          | 317    | 327    | -10    | 25     |
| 6    | North Sydney Bears            | 22         | 11         | 2          | 9          | 297    | 272    | +25    | 24     |
| 7    | Newtown Jets                  | 22         | 9          | 2          | 11         | 278    | 261    | +17    | 20     |
| 8    | St. George Dragons            | 22         | 10         | 0          | 12         | 331    | 363    | -32    | 20     |
| 9    | Penrith Panthers              | 22         | 9          | 0          | 13         | 353    | 465    | -112   | 18     |
| 10   | Cronulla-Sutherland Sharks    | 22         | 9          | 0          | 13         | 314    | 437    | -123   | 18     |
| 11   | Parramatta Eels               | 22         | 5          | 0          | 17         | 237    | 454    | -217   | 10     |
| 12   | Balmain Tigers                | 22         | 4          | 2          | 16         | 255    | 481    | -226   | 10     |

|  | Postemporada. |

### Postemporada

#### Finales clasificatorias
| 31 de agosto | Manly-Warringah Sea Eagles | 14 - 20 | Canterbury-Bankstown Bulldogs |  |  |

| 1 de septiembre | Western Suburbs Magpies | 6 - 20 | South Sydney Rabbitohs |  |  |

#### Semifinales
| 7 de septiembre | Eastern Suburbs | 17 - 19 | Canterbury-Bankstown Bulldogs |  |  |

| 8 de septiembre | Manly-Warringah Sea Eagles | 20 - 23 | Western Suburbs Magpies |  |  |

#### Final preliminar
| 14 de septiembre | Eastern Suburbs | 14 - 2 | Western Suburbs Magpies |  |  |

#### Final
| 21 de septiembre | Canterbury-Bankstown Bulldogs | 4 - 19 | Eastern Suburbs | Sydney Cricket Ground, Sídney   |  |
|                  |                               |        |                 | Asistencia: 57.214 espectadores |  |

| Bandera de Australia    |
| Campeón Eastern Suburbs |
| Décimo título           |